# 阿部竹松
阿部 竹松（あべ たけまつ、1912年（明治45年）3月7日 - 1973年（昭和48年）4月13日）は、昭和期の労働運動家、政治家。参議院議員。

## 経歴
秋田県雄勝郡で生まれる。北海道上川郡和寒村（現和寒町）に家族と共に移住。1923年（大正12年）和寒尋常高等小学校を卒業。その後、秋田中学校（現秋田県立秋田高等学校）を中退した。
農民運動にかかわった後、1937年（昭和12年）三菱鉱業（現三菱マテリアル）に入社し大夕張砿業所（三菱大夕張炭鉱）保安係となる。1945年（昭和20年）大夕張炭鉱労働組合の結成に参画し副委員長となる。日本社会党北海道連の結成に加わる。1947年（昭和22年）大夕張炭鉱労組委員長に就任し、同年、夕張市議会議員となる。全石炭北海道地方本部副執行委員長、全国三菱炭鉱労働組合連合会長、日本炭鉱労働組合北海道地方本部委員長を経て、1953年（昭和28年）炭労中央執行委員長に就任した。
1956年（昭和31年）7月、第4回参議院議員通常選挙で全国区から日本社会党所属で立候補して当選。1962年（昭和37年）7月、第6回通常選挙でも再選されたが、補欠当選のため当初3年任期となるが、同年9月、松村秀逸が死去したため6年任期となる。1968年（昭和43年）7月、第8回通常選挙には立候補せず、参議院議員を連続2期務めた。この間、参議院石炭対策特別委員長、同社会労働委員長、社会党参議院国会対策委員長などを務め、石炭政策転換への対応に尽力した。
1973年（昭和48年）4月13日、死去した。61歳没。同月17日、特旨を以て位記を追賜され、死没日付をもって従四位勲二等に叙され、瑞宝章を追贈された。